# 伍德維爾 (喬治亞州)
伍德維爾（英語：Woodville）是一個位於美國喬治亞州格林縣（Greene County）的城市。

## 地理
伍德維爾的座標為33°40′41″N 83°06′28″W / 33.67806°N 83.10778°W，而該地的平均海拔高度為211米（即690英尺）。

## 人口
根據2010年美國人口普查的數據，伍德維爾的面積為12.69平方千米，當中陸地面積為12.65平方千米，而水域面積為0.04平方千米。當地共有人口321人，而人口密度為每平方千米25.3人。